# Governatorato di Cherson
Il governatorato di Cherson (in russo Херсонская губерния?, Chersonskaja gubernija) era una gubernija dell'Impero russo. Il capoluogo era Cherson.